# 賽音察渾
賽音察渾（1671年2月4日—1674年3月6日），清朝康熙帝的儿子（实际的四子，但因早殇未序齿）。生于康熙十年（1671年）十二月廿五，生母是榮妃马佳氏（時為庶妃），当时康熙皇帝虚岁十八。賽音察渾是胤祉（允祉）的亲生哥哥，只活了4岁，康熙十三年（1674年）正月廿九病死。
赛音察浑为康熙帝皇子中惟一一个蒙古名字的皇子，为孝莊文皇后所起名字。